# Белмонт (Њујорк)
Белмонт (енгл. Belmont) град је у америчкој савезној држави Њујорк.

## Демографија
По попису из 2010. године број становника је 969, што је 17 (1,8%) становника више него 2000. године.
| Група             | 2000.       | 2010.       |
| Белци             | 907 (95,3%) | 928 (95,8%) |
| Афроамериканци    | 9 (0,9%)    | 6 (0,6%)    |
| Азијати           | 1 (0,1%)    | 1 (0,1%)    |
| Хиспаноамериканци | 10 (1,1%)   | 11 (1,1%)   |
| Укупно            | 952         | 969         |